# Ligne nouvelle Meitetsu Chita
La ligne nouvelle Meitetsu Chita (名鉄知多新線, Meitetsu Chita-shin-sen) est une ligne ferroviaire de la compagnie privée Meitetsu située dans la préfecture d'Aichi au Japon. Elle relie la gare de Fuki à Taketoyo à la gare d'Utsumi à Minamichita.

## Histoire
La ligne est ouverte par étapes entre 1974 et 1980.

## Caractéristiques

### Ligne
- écartement des voies : 1 067 mm
- nombre de voies : voie unique
- électrification : 1 500 V cc par caténaire

### Liste des gares
La ligne comporte 6 gares.
| Numéro | Gare           | Nom japonais | Distance (km) | Correspondances                  | Localisation |
| ------ | -------------- | ------------ | ------------- | -------------------------------- | ------------ |
| KC17   | Fuki           | 富貴         | 0             | Meitetsu : Kōwa (interconnexion) | Taketoyo     |
| KC20   | Kami Noma      | 上野間       | 5,8           |                                  | Mihama       |
| KC21   | Mihama-ryokuen | 美浜緑苑     | 6,7           |                                  | Mihama       |
| KC22   | Chita Okuda    | 知多奥田     | 8,1           |                                  | Mihama       |
| KC23   | Noma           | 野間         | 9,8           |                                  | Mihama       |
| KC24   | Utsumi         | 内海         | 13,9          |                                  | Minamichita  |